# 風致地区
風致地区（ふうちちく）とは、1919年（大正8年）に制定された都市計画法で、都市内外の自然美を維持保存するために創設された制度である。指定された地区では、建設物の建築や樹木の伐採などに一定の制限が加えられる。「風致」とは「おもむき、あじわい、風趣」の意。

## 概要
制度としては、1926年（大正15年）に、東京の明治神宮周辺地区が初の風致地区に指定され、その考え方や、指定基準、運用方法等が整備された。また、同年に設立された都市美協会が翌1927年（昭和2年）提案した「都市の風致及び美観の件」などで徐々に浸透が進み、1930年（昭和5年）には京都府、東京府（当時）で風致地区の指定がなされ、その後、全国各地に広がりをみせた。
戦中、戦後から高度成長期にかけては停滞期が続いたが、鎌倉市による古都保存運動を契機に成立した古都保存法（1966年）、建設省通知による風致地区基準の明示（1970年）、文化財保護法改正（1975年）など法的整備に加え、住民運動の高まりもあって、風致地区条例を制定する地方自治体が再び増えてきた。
1980年代以降は、「まちづくり」、「環境問題」等もふまえ、より広がりのある景観条例制定の動きが進んでおり、特に、2004年（平成16年）制定された景観法は景観条例の法的裏付けとなるものであり、今後の風致地区の展開にも影響を与えるものと見られる。

## 問題
法律や条例によって、建築など一連の土木行為や、樹木の伐採植樹などに、様々な制限が加えられるため、土地や建築物などの有効活用を図りたい地権者やデベロッパーらと、風致賛成側の住民および自治体側らの間で、軋轢が発生することもある。
また、歴史ある建造物が多く残る土地では開発が進みにくい場合もある。例として京都市内は三方を山に囲まれており、山間部は戦前から風致地区に指定されているため、開発が郊外に普及しづらく、恒常的な用地不足になりやすくなっている。そのための苦肉の策として小学校や古い旅館、料亭跡地の建物を利用した建設案件が増加している。四日市市でも太陽光発電施設の建設計画が浮上していたが、住民らから景観面や災害面で懸念する声が上がり、自然の景観を守るため風致地区での開発行為の規制を強化する方針を決めており、土地造成の際の緑化率を高めることで開発を抑制したい考えで、関連条例の改正を目指しているようである。このように様々な地域で問題が発生している。